# Riccardo Vecchi
Riccardo Vecchi (Fermo, 1º aprile 1996) è un pallavolista italiano, schiacciatore della M&G.

## Carriera

### Club
La carriera di Riccardo Vecchi inizia nel 2006 nelle giovanili del Montegiorgio. Nella stagione 2012-13 viene ingaggiato della M&G, in Serie B2: al termine dell'annata 2013-14 conquista la promozione in Serie B1, mentre al termine di quella 2015-16 ottiene la promozione in Serie A2; resta nella squadra di Grottazzolina anche quando al termine del campionato 2018-19 il club retrocede in Serie A3. Nella stagione 2021-22 guadagna la vittoria della Supercoppa italiana di Serie A3 e una nuova promozione in Serie A2; a conclusione dell'annata 2023-24 è promosso in Superlega, categoria dove esordisce con lo stesso club nella stagione successiva.

## Palmarès

### Club
- Supercoppa italiana di Serie A3: 1

2022